# Деревня электроподстанции
Деревня электроподстанции (Электроподстанция) — упразднённая в 2006 году в Белебеевском районе Республики Башкортостан Российской Федерации. Входила на момент упразднения в состав Шаровского сельсовета. Объединена  с селом Станция Глуховская. Почтовый индекс — 452030, код ОКАТО — 80209843000. КЛАДР: 0200900009100.

## История
Статус деревня, сельского населённого пункта, посёлок получил согласно Закону Республики Башкортостан от 20 июля 2005 года N 211-з «О внесении изменений в административно-территориальное устройство Республики Башкортостан в связи с образованием, объединением, упразднением и изменением статуса населенных пунктов, переносом административных центров».
Закон Республики Башкортостан от 29.12.2006 N 404-з «О внесении изменений в административно-территориальное устройство Республики Башкортостан в связи с объединением, упразднением, изменением статуса населенных пунктов и переносом административных центров», ст.1, п. 2 постановил:

Объединить деревню электроподстанции и село станции Глуховская Шаровского сельсовета Белебеевского района, сохранив статус села и наименование «станции Глуховская».

Исключить из учетных данных деревню электроподстанции Шаровского сельсовета Белебеевского района.